# 13 Cephei
13 Cephei är en misstänkt variabel i stjärnbilden Cepheus. Stjärnan varierar mellan visuell magnitud +5,79 och 5,82 utan någon påvisad periodicitet.